# Xã Leelanau, Michigan
Xã Leelanau (tiếng Anh: Leelanau Township) là một xã thuộc quận Leelanau, tiểu bang Michigan, Hoa Kỳ. Năm 2010, dân số của xã này là 2.027 người.